# 貴志弥次郎
貴志 弥次郎（きし やじろう、旧字体：貴志 彌次󠄁郞、1873年（明治6年）6月26日 - 1938年（昭和13年）1月27日）は、日本の陸軍軍人。最終階級は陸軍中将。

## 経歴
和歌山県出身。貴志正恒の弟で、貴志一郎の養子となる。陸軍幼年学校を経て、1895年（明治28年）2月、陸軍士官学校（6期）を卒業。同年5月、歩兵少尉に任官し近衛歩兵第2連隊付となる。1901年（明治34年）10月、陸軍大学校（18期）に入学するが、日露戦争期であったため1904年（明治37年）2月9日一時中退し、1906年（明治39年）3月20日に復校し、1906年（明治39年）11月28日に卒業した。この間、歩兵第20連隊中隊長、第3軍参謀として日露戦争に出征した。
1906年11月、陸軍省軍務局出仕となり、その後、歩兵第3連隊付、歩兵第34連隊大隊長、東三省総督招聘（奉天武備学堂教官）、参謀本部付、参謀本部員、歩兵第60連隊付、陸軍歩兵学校教官などを務めた。1914年（大正3年）8月、支那駐屯軍司令部付（済南駐在）を経て、1915年（大正4年）11月、歩兵大佐に昇進し青島守備軍司令部付（済南駐在）となり、青島の戦いにおいて情報収集を行った。
1918年（大正7年）3月、歩兵第66連隊長に転じ、1919年（大正8年）7月、陸軍少将に進級し歩兵第31旅団長に就任。関東軍司令部付（奉天特務機関長）を経て、1924年（大正13年）8月、陸軍中将に進み下関要塞司令官に就任した。1925年（大正14年）5月、予備役に編入された。その後、大日本国粋会理事長を務めた。

## 栄典
位階
- 1895年（明治28年）11月15日 - 正八位[6]
- 1897年（明治30年）12月15日 - 従七位[7]
- 1907年（明治40年）12月27日 - 従六位[8]
- 1912年（明治45年）5月10日 - 従五位[9]
- 1919年（大正8年）9月10日 - 正五位[10]
- 1925年（大正14年）6月24日 - 正四位[11]

勲章等
- 1915年（大正4年）11月7日 - 旭日中綬章[12]

## 親族
- 養子 貴志重光（陸軍少佐）[1]

## エピソード
- 日露戦争期のため陸軍大学校を一時中退となった貴志は、第四軍第十師団歩兵第20連隊の一中隊長として出征。1904年（明治37年）8月の遼陽会戦に際し、析木城を攻略して遼陽平野に進撃を企図した第四軍は、第十師団をもって湯崗子東方の千山山脈を経由し遼陽の南方に進軍する事とした。大部隊である第十師団がこの峻険な山地を越えて目的地に到達するには、その途中における道路、宿営地、物資、住民等の状態、敵状を予め知る必要がある。この第十師団の運命を左右する程重大で高等戦術を必要とする偵察任務が、一中隊長である貴志に命じられた。貴志がこの任務に就くと、現地は見渡す限りの高粱畑に、たまに部落があっても戦争に怯えて避難しているため人影1つなく、様子を探ろうにもその端緒さえ掴む事が出来ない状況で、予定の日限までに任務を果たすことは不可能に思われた。日本兵だけではどうにもならず、どうしても現地の支那人の支援が必要だった。その様な状況下、とある部落で病気のため逃げ遅れた1人の老人を漸く見出し、有力な支那人がいる事を聞き出す事が出来た。貴志がこの有力な支那人に使者を出した所、好意的な返事があり、翌日、1人の青年が貴志を訪ねてきた。百姓姿をしているが、日本語を話し、態度も言葉も教養のあるこの青年、話してみると元東京外国語学校の講師を勤め、日露開戦と共に福島安正少将の推薦で大本営附の諜報勤務に服し、その活動中に身辺に危険を感じて一時身を潜めていた于冲漢であった。貴志と于冲漢はたちまち肝胆相照らし、于冲漢は貴志の任務に喜んで助力することを誓う。于冲漢との出会いにより、至難とされた任務も完全に果たすことが出来、貴志と于冲漢の間はこれを機縁として一層固く結ばれた[13]。
貴志は陸軍少将時代の1920年（大正9年）から1924年（大正13年）の5年間を奉天特務機関長として過ごしたが、この時、于冲漢は東三省保安総司令部参議（後に東三省官銀行総弁）の要職にあった。貴志は再び于冲漢と密接な交渉をするに至るが、2人の私的関係が特務機関長という貴志の仕事に有利に作用した[14]。

・張作霖の第二子張学銘をあずかっていた。その関係から、張作霖爆殺事件では主導者が日本軍人であるという情報を1番早く首相田中義一に伝えたと言う。(ただし、その日時は明らかではない。)